# David Engel (Historiker)
David Joshua Engel (geboren 1951) ist ein US-amerikanischer Historiker.

## Leben
Engel wurde 1979 an der University of California in Los Angeles promoviert und forschte danach an der Hebräischen Universität Jerusalem.
Er ist seit 1985 Fellow am Diaspora Research Institute der Universität Tel Aviv und seither Mitglied in weiteren Wissenschaftsorganisationen. Im Jahr 2012 war er Mitherausgeber einer Festschrift für den Judaisten Robert Chazan.
Engel ist Professor für „Holocaust and Judaic Studies“ an der New York University.

## Schriften (Auswahl)
- (Hrsg.): Studies in medieval Jewish intellectual and social history: Festschrift in honor of Robert Chazan. Leiden: Brill, 2012 ISBN 978-90-04-22233-5
- Historians of the Jews and the Holocaust. Stanford, Calif.: Stanford University Press, 2010
- Zionism. New York: Longman, 2009
- mit Yitzchak Mais; Eva Fogelman: Daring to resist: Jewish defiance in the Holocaust. New York: Museum of Jewish Heritage, 2007
- The Holocaust: the Third Reich and the Jews. New York: Longman, 2000
- The Concept of Antisemitism in the Historical Scholarship of Amos Funkenstein, Jewish Social Studies 6.1 (1999) S. 111–129
- Patterns Of Anti-Jewish Violence In Poland, 1944–1946, in: Yad Vashem Studies, Vol. XXVI, Jerusalem 1998, S. 43–85.
- Ben shiḥrur li-veriḥah: nitsole ha-Shoʾah be-Polin ṿeha-maʾavaḳ ʿal hanhagatam, 1944-1946 [Zwischen Befreiung und Flucht. Holocaust-Überlebende in Polen und die Auseinandersetzung um die Führung, 1944–1946]. Tel Aviv: Am Oved, 1996 (he)
- Facing a Holocaust: The Polish Government-in-Exile and the Jews, 1943–1945. Chapel Hill: University of North Carolina Press, 1993.
- In the Shadow of Auschwitz: The Polish Government-in-Exile and the Jews, 1939–1942. Chapel Hill: University of North Carolina Press, 1987.
- Organized Jewish responses to German antisemitism during the First World War. Los Angeles, Calif.: Univ. of California, 1979. Univ. of California, Diss., 1979